# پردیس سینمایی ۲۹ بهمن
سینما ۲۹ بهمن یک سینما در شهر تبریز، ایران است.
این سینما که متعلق به حوزه هنری می‌باشد در سال ۱۳۴۲ با دو سالن افتتاح شده اما پس از بازسازی تبدیل به یک پردیس سینمایی با ۱۰ سالن شده است.